# (35358) Lorifini
(35358) Lorifini est un astéroïde de la ceinture principale.

## Description
(35358) Lorifini est un astéroïde de la ceinture principale. Il fut découvert le 27 septembre 1997 à San Marcello Pistoiese par Luciano Tesi et Maura Tombelli. Il présente une orbite caractérisée par un demi-grand axe de 2,42 UA, une excentricité de 0,23 et une inclinaison de 10,2° par rapport à l'écliptique.

## Compléments